# Język kumbryjski
Język kumbryjski – wymarły język należący do grupy języków brytańskich. Był on używany w średniowieczu na terenie dzisiejszej Północnej Anglii i południowej części Niziny Środkowoszkockiej. Został wyparty głównie przez język staroangielski. Jest językiem blisko spokrewnionym z językiem starowalijskim.
Nazwa pochodzi od słowa Cumbri będącego określeniem Celtów i oznaczającego rodaka.
Nie zachowały się żadne pisemne źródła w języku kumbryjskim, oprócz trzech słów zawartych w jedenastowiecznym, łacińskim tekście Leges inter Brettos et Scotos, które są określeniami kar pieniężnych. Są to: galnes, mercheta, kelchyn – suma płacona władcy za prawo do wydania córki za mąż.
Głównym źródłem wyrazów o pochodzeniu kumbryjskim są nazwy geograficzne.
- Glasgow – od słów odpowiadających walijskiemu glas gau – zielona dolina
- Lanark – od walijskiego llanerch – polana
- Partick – zagajnik
- Cathcart – las nad rzeką Cart
- Mindrum – grzbiet górski
- Penicuik – wzgórze kukułki

## Cechy charakterystyczne języka kumbryjskiego
- kumbryjski element gos – sługa był używany z imionami ważnych lokalnie świętych do utworzenia określeń takich jak: Gospatrick – święty Patryk, Gosmungo – święty Mungo, Gososwald – święty Oswald
- język kumbryjski składa się z 14 samogłosek i dyftongów: a, e, ê, ı, o, ǫ, u, ü, ǝ, ow, ai, ei, ui i 22 spółgłosek: b, β, c, χ, χw, d, ð, f, g, gw, h, l, m, μ, n, ŋ, p, r, s, t, θ, w.
- w języku kumbryjskim występuje rodzajnik określony er, który jest odpowiednikiem angielskiego the, np.: er egloos – the church
- rzeczowniki w języku kumbryjskim mają rodzaj męski lub żeński i liczbę pojedynczą, podwójną lub mnogą
- liczba mnoga jest tworzona przez dodanie jednego z przyrostków:
- ow – stosowany do większości rzeczowników i do zapożyczeń,
- yon – stosowany do osób,
- edh – używany do miejsc,
- et – używany do zwierząt,
- ot – używany w zdrobnieniach